# Гальпер, Александр
Александр Гальпер  (род. 4 марта 1971, Киев) — русский  поэт и прозаик, живет в Нью-Йорке (с 1989).

## Биография
Родился в еврейской семье. Жил в Киеве в спальном пролетарском районе:
Реальностью в этих джунглях были не литературные журналы и художественные выставки, а банды хулиганов в подъездах, детдом за углом, гастроном за другим углом и драки — на каждом углу и в любое время суток. 

Мама научила меня читать лет в шесть. Рос я, конечно, на Жюль Верне и прочих детских романтиках. Читать любил, но кто такие Мандельштам и Бродский, узнал только в Америке, когда мне уже исполнилось восемнадцать.
В 1989 году с родителями эмигрировал в США, где поселился в Бруклине. В 1994 году поступил в Бруклин-колледж на факультет киноискусства. Был разочарован и выбрал литературу. Посещал семинары Аллена Гинзберга — в 1996 году получил диплом. Перепробовал множество профессий, был таксистом, в итоге стал социальным работником. В настоящее время занимается проблемами иммигрантов. Выпустил в России и за рубежом ряд поэтических сборников.
Александр Гальпер постоянно ездит на гастроли и читает свои стихи в России и Европе, встречая резкое неприятие со стороны читателей с консервативными взглядами. Летом 2011 г. был выслан из Великобритании миграционными службами в качестве нелегала (его бесплатное выступление было приравнено к труду гастарбайтеров).

## Литературное творчество
Основные темы поэзии Гальпера — жизнь в потребительском обществе, кулинария, политика, ксенофобия. Мотив чревоугодия насквозь пронизывает лирику Гальпера, вскрывая комичность и драматизм существования «белого человека» в постиндустриальном мире. Лирическому герою Гальпера ничего не остаётся кроме как пожирать фастфуд, заниматься сексом и обсуждать новости с читателем. По словам самого Гальпера, для его поэзии характерны
…русский абсурд Хармса и французский — Арто, Беккета. К этим разновидностям абсурда я добавил свой — еврейско-эмигрантско-анархистский. Ну и, естественно, юмор, без которого вообще никуда! Меня удивляет, что одни во мне видят нежного лирика, другие — пошлого панка, третьи — гражданина, а четвёртые — юмориста.
«Независимая Газета» признала «Третий Психиатр» Лучшим Поэтическим Сборником 2016 года.

## Книги
- Рыбный день/ Fish du Jour. Koja Press, Нью-Йорк, 2003. 80 стр. Художник Catherine Muller.

С параллельным английским текстом — переводчики Майк Магазинник и Игорь Сатановский.
- Антидепрессанты. Кожа Пресс. Бруклинская Сибирь, Нью-Йорк, 2006. 82 стр. Художники Маня Котлин и Майк Магазинник. Портрет автора работы Ивана Горшкова.
- Трубка. ООО «ЭСКО», Воронеж, 2006. 34 стр. Книга-комикс. Художник Иван Горшков.
- Синий мяч. Кожа Пресс, Нью-Йорк — Воронеж, 2007. 70 стр. Художник Иван Горшков.
- Генсеки и гомосеки/ Autocrats, Gods and Faggots. Пропеллер, Берлин, 2010. 32 стр. Художник  Илья Китуп.

С параллельным английским текстом — переводчики Майк Магазинник, Михаил Делибаш,  Илья Китуп
- Цветик-семицветик/ Rainbow Flower. Пропеллер, Берлин, 2011. 28 стр. Художник  Илья Китуп

С параллельным английским текстом — переводчик Михаил Делибаш.
- На Нью-Йорк мчатся орды Чингисхана. Берлин, Пропеллер, 2011. 24 стр. Художник  Илья Китуп

С параллельным английским текстом — переводчик Михаил Делибаш.
- Кровь/ Blood. Пропеллер, Берлин, 2012. 32 стр. Художник  Илья Китуп

С параллельным английским текстом — переводчик Михаил Делибаш.
- Адские сказки/ Tales from Hell. Пропеллер, Берлин, 2015. 32 стр. Художник  Илья Китуп

С параллельным английским текстом — переводчики Саша Гальпер, David Pemberton, Marta Jamiolkowskа, Игорь Сатановский.
- Адские сказки/ Höllische Märchen. Пропеллер, Берлин, 2016. 32 стр. Художник  Илья Китуп

С параллельным немецким текстом — переводчик Александр Филюта.
- Третий психиатр/ The 3rd Psychiatrist. Пропеллер, Берлин, 2016. 32 стр. Художник  Илья Китуп

С параллельным английским текстом — переводчики Саша Гальпер, Stella Padnos-Shea, Anton Yakovlev, Илья Китуп.
- Третий психиатр/ Der 3. Psychiater. Пропеллер, Берлин, 2016. 32 стр. Художник  Илья Китуп

С параллельным немецким текстом — переводчик Наталья Максимова.
- Четвёртый астрал. Пропеллер, Берлин, 2017. 32 стр. Художник  Илья Китуп
- Das 4. Astral. Пропеллер, Берлин, 2017. 32 стр. Художник  Илья Китуп, перевод на немецкий — Наталья Максимова.
- The 4th Astral Plane. Пропеллер, Берлин, 2017. 32 стр. Художник  Илья Китуп, перевод на английский — Stella Padnos-Shea, Justin Nealy, Thomas Fucarolo, Jordan Lee Schnee.
- Das 4. Astral. Пропеллер, Берлин, 2017. 32 стр. Художник  Илья Китуп, перевод на немецкий — Наталья Максимова.
- Новое Макондо. Пропеллер, Берлин, 2018. 36 стр. Художник Илья Китуп
- Neues Macondo. Пропеллер, Берлин, 2019. 32 стр. Художник  Илья Китуп, перевод на немецкий — Наталья Максимова.